# Stille Hilfe für Kriegsgefangene und Internierte
Die Stille Hilfe für Kriegsgefangene und Internierte ist eine 1951 von Helene Elisabeth von Isenburg gegründete Hilfsorganisation, die vor allem durch Verharmlosung der Taten und Unterstützung von Tätern des Nationalsozialismus in die Kritik geriet.

## Gründung
Am 7. Oktober 1951 fand in München die Gründungsversammlung statt und am 15. November 1951 wurde der Verein in das Vereinsregister eingetragen. Zur ersten Präsidentin wurde Helene Elisabeth Prinzessin von Isenburg gewählt, die durch ihre guten Kontakte zum Hochadel und zu konservativen großbürgerlichen Kreisen sowie zur katholischen Kirche zur Integrationsfigur wurde. Dem Gründungsvorstand des Vereins, dem die Finanzbehörden in der Adenauer-Ära sehr bereitwillig die Gemeinnützigkeit zuerkannten, gehörten darüber hinaus exponierte Kirchenrepräsentanten an, wie der evangelische württembergische Altbischof Theophil Wurm, der gute Kontakte zum Widerstand und zur bekennenden Kirche hatte, und der katholische Münchener Weihbischof Johannes Neuhäusler, der als Widerstandskämpfer im KZ Dachau interniert war. Zum Vorstand gehörten aber auch hochrangige frühere Funktionäre des NS-Staats wie der ehemalige SS-Standartenführer und Abteilungsleiter im Reichssicherheitshauptamt (RSHA), Wilhelm Spengler, und SS-Obersturmbannführer Heinrich Malz, der im RSHA persönlicher Referent von Ernst Kaltenbrunner gewesen war.

## Zielsetzung und Tätigkeit bis Mitte der 1950er Jahre
Helene Elisabeth von Isenburg erklärte ihre Zielsetzung so: „Bei Beginn ihres Wirkens nahm sich die ‚Stille Hilfe‘ vor allem der Not der Kriegsgefangenen und der völlig rechtlosen Internierten an. Später galt ihre Fürsorge den im Rahmen der Kriegsfolgeprozesse Angeklagten und Inhaftierten, sei es in den Gefängnissen der Sieger oder in deutschen Justizvollzugsanstalten.“
Von Beginn an wurden die Kriegsverbrecherprozesse und die Folgeprozesse als „Siegerjustiz“ kritisiert, um so die Öffentlichkeit zu mobilisieren und die Angeklagten und Verurteilten vor dem Vollzug der Todesstrafe zu bewahren.
In Pressekampagnen, persönlichen Schreiben, Petitionen, Vorsprachen, offenen Briefen u. v. m. wurden NS-Verbrecher in der Regel als schuldlose Opfer, reine Befehlsempfänger und untadelige und oftmals auch tief gläubige Menschen dargestellt, die bitteres Unrecht durch die „Siegerjustiz“ erleiden müssten.
Weil sich Helene Elisabeth von Isenburg vor allem für die im alliierten Kriegsverbrechergefängnis Landsberg einsitzenden zum Tode verurteilten NS-Täter einsetzte, wurde sie als „Mutter der Landsberger“ nicht nur tituliert, sondern sie bezeichnete sich auch selbst so, um damit die „Stille Hilfe“ in erster Linie als caritativen Verein erscheinen zu lassen.
Die juristische Hilfe für inhaftierte NS-Täter organisierte in der Anfangszeit vor allem der Rechtsanwalt Rudolf Aschenauer, der auch Gnadengesuche und Revisionen formulierte und einreichte. Der Verein zahlte darüber hinaus Urlaubs-, Entlassungs- und Weihnachtsgeld an die Gefangenen und unterstützte auch deren Familien. Die „Stille Hilfe“ verfolgte auch eine ideologische und revisionistische Zielsetzung.
Helene Elisabeth von Isenburg gelang es, konservative Kreise einzubeziehen und hochrangige Kirchenvertreter als moralische Autoritäten für sich zu gewinnen: Theophil Wurm, Joseph Kardinal Frings und Johannes Neuhäusler. Besonders Neuhäusler, der unter den Nazis nicht nur Gestapohaft erleiden musste, sondern auch im KZ Dachau als Sonderhäftling eingesperrt war, war für die „Stille Hilfe“ von größtem öffentlichkeitswirksamem Wert. Die Motive der Bischöfe lagen wohl weniger in einer bewussten ideologischen Identifikation mit den NS-Tätern, sondern eher im Bemühen um die Aussöhnung mit der Vergangenheit und um den Neuanfang der Nachkriegsgesellschaft in Deutschland. Neuhäusler z. B. erklärte, er wolle „Schlechtes mit Gutem vergelten“.
Die weiteren Verbindungen der von Isenburg und des Rechtsanwalts Aschenauer gingen vor allem zu SS-Ehemaligenorganisationen und zum Gauleiterkreis um Werner Naumann, die sich teilweise bereits in den alliierten Kriegsgefangenenlagern bilden konnten. Helene Elisabeth von Isenburg schaltete für ihre Aktionen eine ganze Reihe von Organisationen und Vereinigungen ein wie z. B. die „Arbeitsgemeinschaft zur Rettung der Landsberger Häftlinge“, die im Wesentlichen von den Kirchen finanziert wurden.

## Tätigkeit bis heute

### Allgemeines, Vorsitz und Vereinssitz
Nachdem sich die Kirchen mit dem Ende der großen Kriegsverbrecherprozesse und der Entlassung des letzten in Landsberg einsitzenden NS-Täters im Jahr 1958 weitgehend aus der „Stillen Hilfe“ zurückgezogen hatten, orientierte sich die Organisation fast ausschließlich an der „altrechten“ Szene.
Der Geschichtsrevisionismus ist eines der wichtigen Anliegen der „Stillen Hilfe“. In den „Rundbriefen“ steht dazu: „Unser Hilfswerk bemüht sich auch darum, die geschichtlichen Hintergründe aufzuhellen, welche für das Leben jedes einzelnen unserer Betreuten so einschneidende Bedeutung haben.“ Ein späterer „Rundbrief“ verbreitet dann unter der Überschrift „Auschwitz“: „Leider kann über die entstandene Auschwitzfrage immer noch nicht sachlich diskutiert werden. Dennoch ist auch hier manches in Fluß geraten.“
In den folgenden Jahrzehnten wirkte die Stille Hilfe eher im Verborgenen in einem engen Netz mit holocaustleugnenden Organisationen und prominenten Protagonisten der „Auschwitz-Lüge“ wie Thies Christophersen und Manfred Roeder und arbeitete mit einschlägigen Organisationen und Persönlichkeiten (z. B. Florentine Rost van Tonningen, Léon Degrelle) im Ausland zusammen.
Durch  Erbschaften und durch regelmäßige Spenden verfügte der Verein seit Gründung durchgängig über beträchtliche Geldmittel. Die Zahlen des Jahres 1993 sind öffentlich bekannt. Demnach hatte die Stille Hilfe 1993 Einnahmen von 150.253,81 DM aus Spenden, Erbschaften und Zinsen,  Ausgaben in Höhe von 209.507,47 DM und auf Festgeldkonten ein Vermögen von 318.559,45 DM.
Vorsitzende nach von Isenburg (bis 1959) waren bis 1992 die ehemaligen BDM-Führerinnen Gertrud Herr und Adelheid Klug. Geführt wird die „Stille Hilfe“ seit 1992 von Horst Janzen, zuvor Kassenprüfer des Vereins und beim Düsseldorfer Majdanek-Prozess als Betreuer und Beobachter im Auftrag der „Stillen Hilfe“. Als der wegen Beteiligung an Menschenversuchen im Konzentrationslager Buchenwald verurteilte Gerhard Rose im Januar 1992 gestorben war, wurde in seiner Todesanzeige in der FAZ „um Spenden an Stille Hilfe […] oder Max-Planck-Gesellschaft“ gebeten.
Jahrelang hatte die „Stille Hilfe“ als prominentes Aushängeschild Gudrun Burwitz, die Tochter Heinrich Himmlers. Sie gilt im Verein und dessen Umkreis als Idol der „Stillen Hilfe“. Bei einschlägigen Versammlungen wie dem Ulrichsbergtreffen in Österreich trat sie als Star und Autorität zugleich auf. Noch 2011 setzte sie sich in München für verurteilte SS-Täter ein. Ebenfalls eine Unterstützerin der „Stillen Hilfe“ war die Witwe von Rudolf Heß, Ilse Heß, die bis zu ihrem Tod im Jahr 1995 eine überzeugte Nationalsozialistin gewesen ist. Sitz war seit 1976 Bremen-Osterholz.
In den Jahren 1989 bis 1993 war der Sitz des Vereins in Rotenburg (Wümme). Hier wohnte das Gründungsmitglied Adelheid Klug. Der Verein war 40 Jahre lang im Vereinsregister Rotenburg als gemeinnütziger Verein registriert.  Dem Rotenburger Stadtdirektor Ernst Ulrich Pfeifer, später Kandidat der Rotenburger CDU  für den Posten des Landrats, wurde einige Zeit Unterstützung der „Stillen Hilfe“ vorgeworfen. Ein Rotenburger CDU-Mitglied und leitender Offizier der damaligen Lent-Kaserne erledigte Büroarbeiten für die „Stille Hilfe“. Der Rotenburger Unternehmer Gustav Wordelmann war zu dieser Zeit Schatzmeister der „Stillen Hilfe“. Er kandidierte für die Partei WfB für den Stadtrat. Seine Kandidatur für die Stadtratswahl wurde von Adelheid Klug und dem Unternehmer und Holocaust-Leugner Ernst-Otto Cohrs (WSL) unterstützt. Die Stille Hilfe hatte nach eigenen Angaben zu dieser Zeit 100 aktive Mitglieder. In diese Zeit fiel auch die Einbindung des Rechtsanwalts Klaus Goebel, der von der Stillen Hilfe ins Kuratorium berufen wurde.
1992 wurde der Sitz nach Wuppertal verlegt. 1993/1994 kam es zu einer politischen Debatte im Bundestag über die Gemeinnützigkeit des revisionistischen rechtsradikalen Vereins und zu einer Prüfung durch die Finanzbehörden. Erst im November 1999 entschied der Bundesfinanzhof, dass der „Stillen Hilfe“ die „Gemeinnützigkeit“ abzuerkennen ist.
Der „altrechte“ Verein hatte zum letzten bekannten Zeitpunkt (Anfang August 2006) ca. 40 Mitglieder mit abnehmender Tendenz. Gleichzeitig wurden aber die Kontakte zur „Hilfsorganisation für nationale politische Gefangene und deren Angehörige“ (HNG) intensiviert, sodass die Kontinuität zunächst gesichert schien. Nachdem im September 2011 die HNG per Erlass durch den Bundesminister des Innern verboten und eine dagegen eingebrachte Klage vom Bundesverwaltungsgericht im Dezember 2012 abgewiesen wurde, ist diese Verbindung jedoch nicht mehr möglich.
Seit dieser Zeit ist die Stille Hilfe nicht weiter als Verein oder Organisation in der Öffentlichkeit aufgetreten. Der Begriff „Stille Hilfe“ wird jedoch weiterhin im übertragenen Sinne für die (finanzielle) solidarische Unterstützung der nationalsozialistischen Ideologien und Holocaust-Leugner verwendet. Man muss daher davon ausgehen, dass es informelle Nachfolgeorganisationen gibt, die die Arbeit der Stillen Hilfe fortsetzen.
Mit Stand vom August 2022 ist im Vereinsregister beim Amtsgericht Walsrode die Stille Hilfe für Kriegsgefangene und Internierte e. V. mit Sitz in Rotenburg (Wümme) und Anschrift in Wuppertal registriert.

### Bekannte Fälle der Unterstützung durch die „Stille Hilfe“
Die „Stille Hilfe“ unterstützte die Verurteilten im Düsseldorfer Majdanek-Prozess, z. B. die ehemalige KZ-Wächterin Hildegard Lächert („blutige Brigitte“) und später z. B. Klaus Barbie, Erich Priebke, Martin Sommer, den „Henker von Buchenwald“, und Josef Schwammberger, von 1942 bis 1944 Kommandant der deutschen Arbeitslager in Polen Przemyśl und Rozwadow. Ob die Stille Hilfe an der Befreiung Herbert Kapplers aus einem Gefängnis in Rom im Jahr 1977 beteiligt war, ist nicht geklärt.
Auch der inhaftierte SS-Obersturmführer Wilhelm Braune gab 1977 in einem Brief an den IM Peter (Paul Walter) an, von der „Stillen Hilfe“ unterstützt zu werden.
Die Hilfe durch die „Stille Hilfe“ zeigte sich besonders im Fall Anton Malloth: Malloth, der rund 40 Jahre in Meran unbehelligt gelebt hatte, wurde 1988 von Italien nach Deutschland ausgewiesen, jedoch für seine Taten als Aufseher in der Kleinen Festung Theresienstadt erst im Jahr 2001 vom Landgericht München I zu lebenslanger Haft verurteilt. Zuvor hatte die Staatsanwaltschaft München das Verfahren von der Staatsanwaltschaft Dortmund übernommen, die das Verfahren jahrelang verschleppt hatte. In der Zeit von 1988 bis 2000 lebte Malloth in Pullach am Südrand Münchens. Gudrun Burwitz hatte ihm dort im Auftrag der „Stillen Hilfe“ ein Zimmer in einem Seniorenheim mit gehobenem Niveau besorgt, das auf einem Grundstück erbaut ist, das zur NS-Zeit dem „Stellvertreter des Führers“, Rudolf Heß, gehört hatte. Als Ende der 1990er Jahre publik wurde, dass die Sozialhilfeverwaltung (und damit die deutschen Steuerzahler) zu einem großen Teil die beträchtlichen laufenden Kosten für den Seniorenheimaufenthalt Malloths übernommen hatte, gab es in der Medienöffentlichkeit erhebliche Kritik – auch an der Beteiligung der Himmler-Tochter Gudrun Burwitz.

## Personen der Stillen Hilfe
- Wilhelm Cleven (1893–1983), Weihbischof in Köln, ab 1955 im Präsidium
- Hans Stempel, ab 1953 im Präsidium